# Minigun
Mit Minigun wird im engeren Sinne eine nach dem Gatling-Prinzip arbeitende vollautomatische Schusswaffe im Standardkaliber 7,62 × 51 mm NATO bezeichnet. Der Begriff Minigun schließt nur das M134 bzw. GAU-2 und GAU-17 – jeweils andere Bezeichnungen für dieselbe Waffe – ein. Unkorrekterweise werden im allgemeinen Sprachgebrauch jedoch auch andere Gatling-Waffen als Miniguns bezeichnet. Bei der Bundeswehr hat die Waffe M134 in der Version M134D-H die Bezeichnung MG6.

## Entwicklung
Die US-Streitkräfte nutzten im Vietnamkrieg hauptsächlich Hubschrauber, um Soldaten und Ausrüstung ins Einsatzgebiet zu transportieren. Sie stellten allerdings fest, dass die ungepanzerten Hubschrauber beim Landeanflug sehr verwundbar gegenüber feindlichen Handfeuerwaffen und Panzerabwehrhandwaffen wie der RPG waren. Die Hubschrauber waren zwar mit einläufigen Maschinengewehren zum Unterdrücken feindlicher Kräfte ausgestattet (vor allem mit dem M60), jedoch überhitzten diese sehr schnell oder hatten Ladehemmungen. Daher begann in den 1960er-Jahren das US-Militär, moderne elektrisch angetriebene Varianten der nach dem Gatling-Prinzip funktionierenden vollautomatischen Waffen als Bordwaffen zu entwickeln.
Mit dem Auftrag, eine Waffe mit höherer Zuverlässigkeit und Feuerrate zu entwickeln, verkleinerten die General-Electric-Ingenieure die vorhandene 20-mm-Gatling-Kanone M61 Vulcan auf das NATO-Standardkaliber 7,62 × 51 mm. Das Ergebnis war die sechsläufige XM134, die unter dem Synonym „Minigun“ bekannt wurde („(machine) gun“ mit Gewehrmunition als Abgrenzung zur „(auto)cannon“, die Granaten verschießt). Das Maschinengewehr konnte, ohne zu überhitzen, 6000 Schuss pro Minute abfeuern, weil sich die thermische Last auf sechs Läufe verteilt. Da aufgrund des Gatling-Prinzips nicht gezündete Patronen mechanisch ausgestoßen wurden, blockierte es bei Fehlzündungen nicht. Die Nachladefunktion wird von einem elektromotorischen Fremdantrieb übernommen; die Rotationsrichtung ist rechts. Jeder Lauf verfügt über einen eigenen Verschluss. Die Munition kann sowohl gegurtet als auch gurtlos über eine Helixvorrichtung (Munitionskammer mit Schneckenförderband (flexible feed chute) ) zugeführt werden.
Die Minigun wurde als Bordwaffe in verschiedene militärische Luftfahrzeuge montiert. Sie wurde in den Hubschraubern OH-6 Cayuse und OH-58 Kiowa sowie in den Kampfhubschrauber AH-1 Cobra in den seitlichen Waffenträgerstationen und als manuell zu bedienende Abwehrbewaffnung (Doorgunner) in den Transporthubschrauber UH-1 „Huey“ Iroquois und weiteren fliegenden Einheiten eingebaut.
Einige größere Flugzeuge wurden mit Miniguns als seitliche Außenbewaffnung für die Luftnahunterstützung ausgestattet, so beispielsweise die Gunship-Flugzeuge Douglas DC-3/AC-47 „Spooky“ (auch bekannt als „Puff, the Magic Dragon“, umgebaute Douglas C-47s), Fairchild AC-119 Gunships („Shadow“ und „Stinger“, umgebaute Fairchild C-119), sowie die AC-130A Projekt Pave Pronto (Gunship II) (modifizierte C-130A-„Hercules“-Transportflugzeuge), die CH-53 (Sikorsky MH-53), und die gesamte Sikorsky-S-70-Hubschrauber-Produktreihe (UH-60 Blackhawk/HH-60 Pave Hawk), die als Ersatz für die betagten UH-1 Iroquois beschafft wurden. Die A-37 Dragonfly ist das einzige Kampfflugzeug mit einer fest eingebauten Minigun. Selten wurde die Minigun im Vietnamkrieg an Panzern montiert.
Eine XM133 genannte Gasdruckladervariante der Minigun wurde ebenfalls entwickelt, jedoch nicht serienmäßig hergestellt. Andere Gatling-Waffen, vor allem die russischen Modelle, werden über den Gasdruck oder den Rückstoß eigenangetrieben.

## Varianten

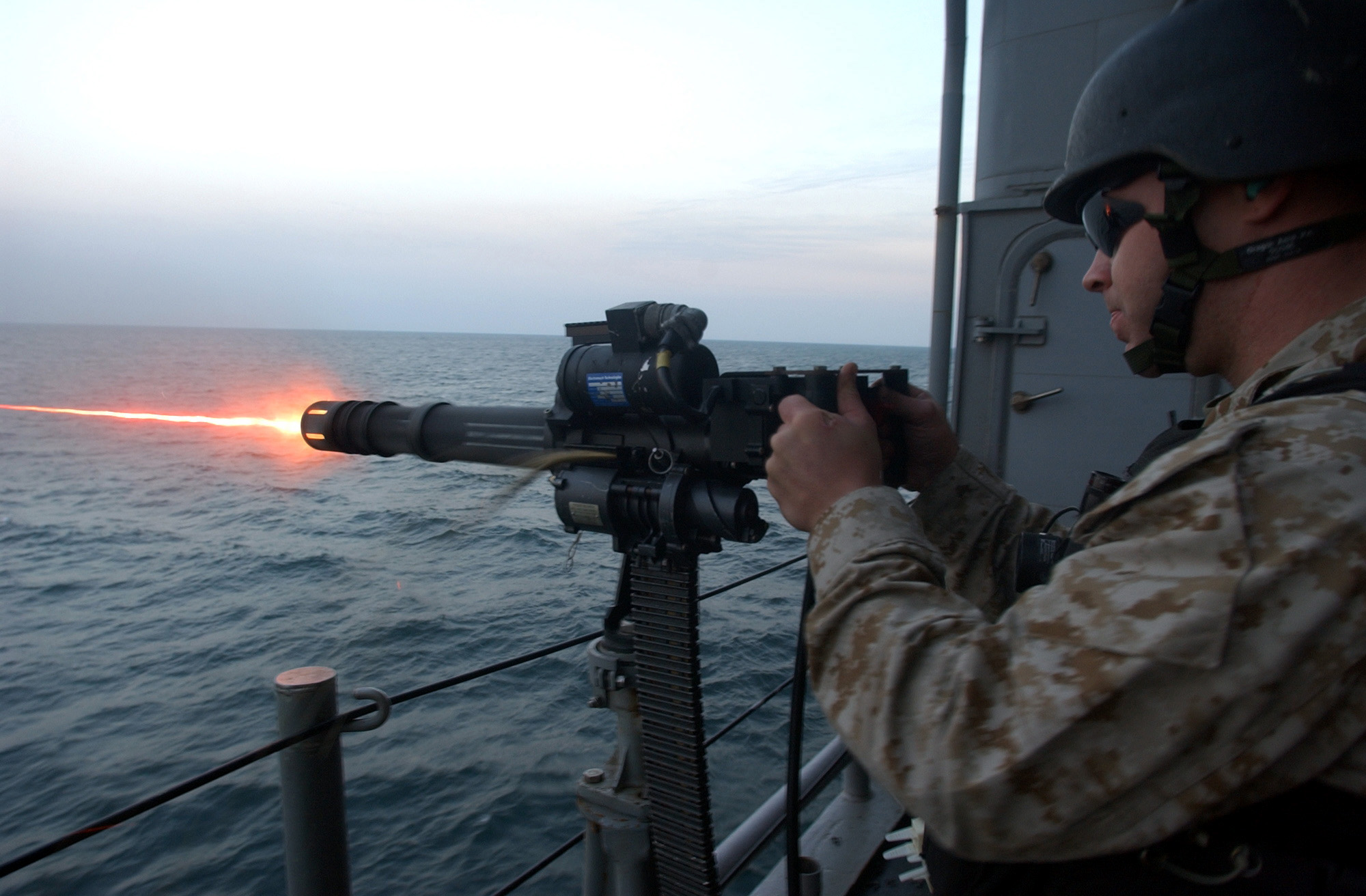
GAU-17

Die Miniguns von General Electric werden in allen Hauptbereichen der US-amerikanischen Streitkräfte unter verschiedener Bezeichnung eingesetzt. Der ursprünglichen Variante für die US Army wurde die Bezeichnung M134 gegeben, während die exakt gleiche Waffe von der US Air Force GAU-2B/A genannt wurde. Später wurde eine spezielle Version für die US Air Force als Abwehrbewaffnung für den Hubschrauber UH-1N entwickelt, die GAU-17/A genannt wurde. Die GAU-17/A wird nun jedoch von der US Navy sowie vom US Marine Corps als Abwehrbewaffnung für Hubschrauber und für Luftkissenboote verwendet.
| US-Army-Bezeichnung | US-Air-Force-Bezeichnung | US-Navy-Bezeichnung | Beschreibung |
| ------------------- | ------------------------ | ------------------- | --- |
| XM134/M134          | GAU-2/A                  | N/A                 | 7,62 × 51 mm NATO General Electric „Minigun“, sechsläufiges Maschinengewehr                                                                                   |
| N/A                 | GAU-2A/A                 | N/A                 | GAU-2/A-Weiterentwicklung, unbekannte Änderungen |
| N/A                 | GAU-2B/A                 | Mk-25 Mod 0         | GAU-2A/A-Weiterentwicklung; unbekannte Änderungen |
| N/A                 | GAU-17/A                 | N/A                 | GAU-2B/A-Weiterentwicklung; optimiert für flexible Anwendungen, nutzt MAU-201/A oder MAU-56/A „delinking feeder“                                              |
| XM196               | N/A                      | N/A                 | M134/GAU-2B/A-Weiterentwicklung; Gehäuse modifiziert für ein zusätzliches Auswurfzahnrad; Anwendung im Kinnwaffenturmsystem XM53 des AH-56-Kampfhubschraubers |

Dillon Aero vermarktet unter der Bezeichnung M134D ein modernisiertes M134. Dieses wird nach Angaben des Unternehmens von den Streitkräften der USA und vieler anderer Staaten für die Bekämpfung von Bodenzielen, als Geschütz auf leichten Fahrzeugen, für die Luftabwehr auf Schiffen und von Spezialkräften eingesetzt. Ein M134DT mit geringerem Gewicht ist ebenfalls erhältlich.
Die Waffe wird standardmäßig mit einem 4400 Patronen fassenden Munitionsbehälter betrieben und feuert 3000 Schuss pro Minute. Für das Laufbündel wird eine Lebensdauer von etwa 100.000 Schuss angegeben, die Lebensdauer des Systems liegt bei etwa 1 Million Schuss. Laut Hersteller blockiert die Waffe durchschnittlich alle 30.000 Schuss und kann in unter einer Minute wieder betriebsfertig gemacht werden.
Die Waffe erreichte eine gewisse Bekanntheit durch die Fernsehserie Monster Garage. In einer Folge zerstört einer der Protagonisten einen misslungenen PKW-Umbau mit einem Dillon M134D.
Des Weiteren fertigt Garwood Industries eine verfeinerte Variante der Minigun unter der Bezeichnung „M134G“.

## Waffenbehälter und Befestigung
Die General-Electric-Minigun im Kaliber 7,62 × 51 mm wurde von den US-amerikanischen Streitkräften in Waffenbehälter und in speziellen Vorrichtungen in den besagten Gunship-Flugzeugen eingebaut. Bis zur Entwicklung spezieller Haltevorrichtungen wurden die Miniguns an den verfügbaren Waffenhalterungen angebracht.
| US-Army-Bezeichnung | US-Air-Force-Bezeichnung | US-Navy-Bezeichnung | Beschreibung |
| ------------------- | ------------------------ | ------------------- | --- |
| XM18                | SUU-11/A                 | N/A                 | Waffenbehälter mit der GAU-2/A 7,62 mm |
| XM18E1/M18          | SUU-11A/A                | N/A                 | SUU-11/A-Variante; verschiedene Neuerungen, beispielsweise zweite externe Antriebsquelle und einstellbare Feuerrate (2000 oder 4000 Schuss pro Minute) |
| M18E1/A1            | SUU-11B/A                | N/A                 | SUU-11A/A-Variante; Änderungen unbekannt |
| N/A                 | MXU-470/A                | N/A                 | Emerson-Electric-Halterung für die Montage der GAU-2B/A-Minigun; benutzt in der AC-47, AC-119G/K und C-130A/E/H aircraft                               |
| N/A                 | N/A                      | Mk-77 Mod 0         | Vorrichtung für Montage der GAU-2/Mk-25 Mod 0/GAU-17-Serie als Deckbewaffnung                                                                          |

Verschiedene Exemplare der Minigun wurden ebenfalls als Zusatzbewaffnung in Hubschraubern eingebaut, wobei die meisten dieser Systeme in den USA entwickelt wurden.

## Andere Anwendungen
Während die Minigun vorwiegend in Flugzeugen und Hubschraubern Verwendung findet, wurde sie gelegentlich auch auf Landfahrzeugen montiert. So wurden im Vietnamkrieg etliche Gun trucks damit ausgerüstet, auch wenn die Waffe dafür offiziell nie freigegeben war. Seit dem Beginn der Entwicklung der Minigun versuchte das US-Militär, die Waffe auch als Bordwaffe für Fahrzeuge und als Infanteriewaffe einzugliedern. Dadurch entstanden Waffen wie die XM214 Microgun mit kleinerem Kaliber 5,56 × 45 mm NATO.
Es ist für einen kräftigen Menschen möglich, eine Minigun zu tragen und abzufeuern. Dabei stellt jedoch nicht nur die schlechte Zielgenauigkeit ein Problem dar. Von der enormen Rückstoßkraft von etwa 1113 N (113,5 kp) abgesehen, würde eine M134 mit 2000 Patronen und dem benötigten Batterieblock etwa 80 kg wiegen. Außerdem blieben einem Minigun-Schützen mit 2000 Patronen nur etwa 20 Sekunden Dauerfeuer, was zwar gegen stationäre Ziele eine verheerende Wirkung hätte, in modernen Kriegsszenarien aber kaum zweckmäßig erscheint. Falls doch eine Minigun zum Einsatz kommt, benutzen Infanteristen, die diese Waffe abfeuern, eine Lafette.

## Technischer Vergleich
| Name                       | Antrieb       | Kaliber | Kadenz | Mündungs- geschwindigkeit | Waffen- gewicht |
| -------------------------- | ------------- | ------- | ------ | ------------------------- | --------------- |
|                            |               | mm      | min−1  | m/s                       | kg              |
| Miniguns                   |               |         |        |                           |                 |
| XM214                      | Fremdantrieb  | 5,56    | 6000   | 990                       | 12,25           |
| M134, GAU-2, GAU-17        | Fremdantrieb  | 7,62    | 4000   | 854                       | 16              |
| Vergleichbare Gatling-Guns |               |         |        |                           |                 |
| GSchG-7,62                 | Gasdrucklader | 7,62    | 6000   | 850                       | 19              |